# Werner Schulz-Wittan

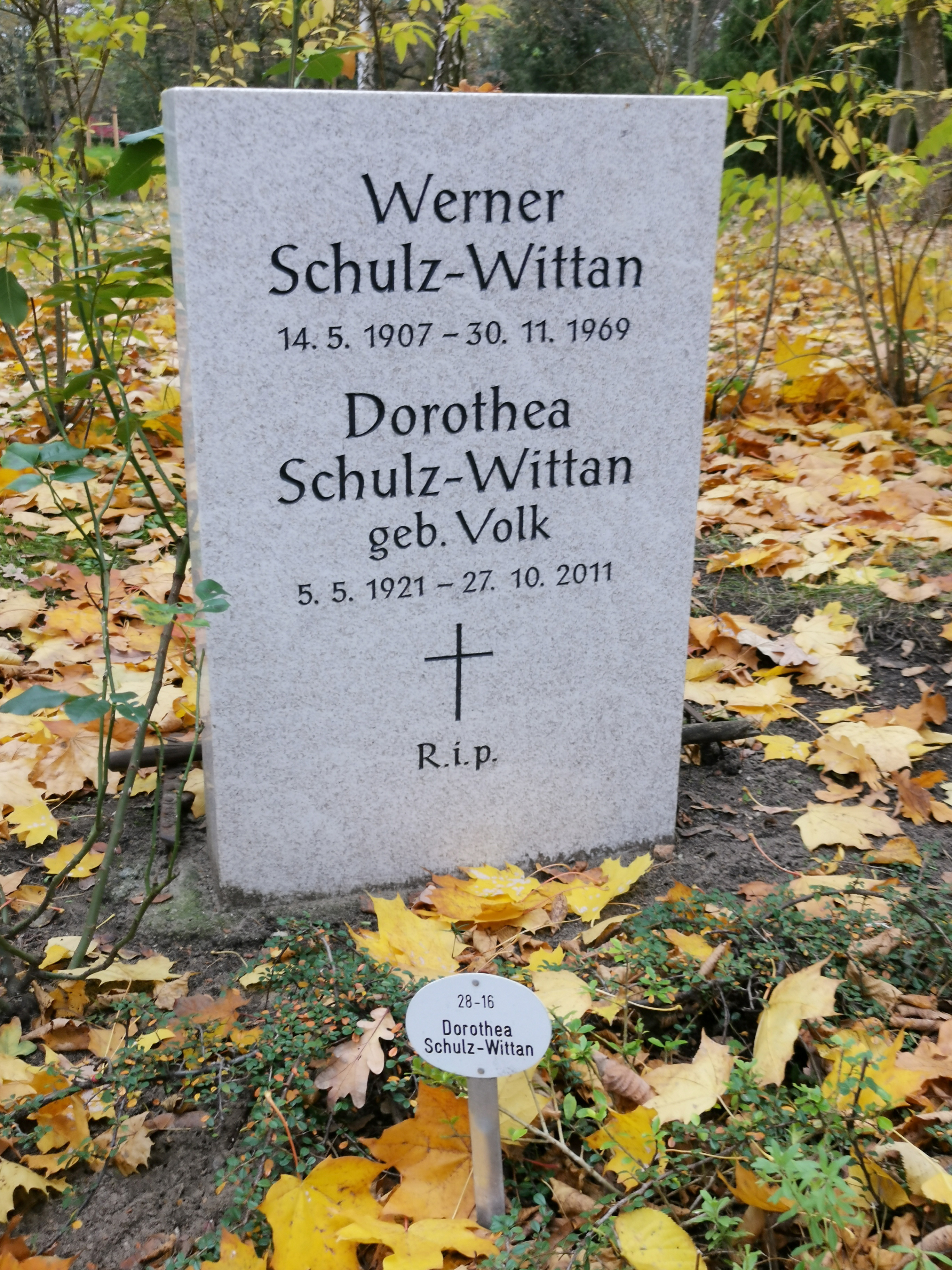
Grab auf dem Friedhof Pankow III, Feld 28-16

Werner Schulz-Wittan (* 14. Mai 1907 in Finsterwalde; † 30. November 1969 in Berlin) war ein deutscher Schauspieler und Regisseur.

## Leben
Werner Schulz-Wittan war einer der ersten älteren Schauspieler, der sich dem vom Deutschen Theater-Institut Weimar Schloss Belvedere gegründeten „Jungen Ensemble“ anschloss. Gemeinsam mit diesem, unter der Leitung von Maxim Vallentin, baute er ab 1952 das neue Berliner Maxim-Gorki-Theater mit auf, dem er bis 1959 als Regisseur und Schauspieler angehörte. Von 1960 bis zu seinem Tod, nach langer schwerer Krankheit, wirkte er an der Volksbühne Berlin. Zusätzlich zu seiner Theaterarbeit war er beim Deutschen Fernsehen als Regisseur und Schauspieler tätig, letzteres auch bei der DEFA.
Werner Schulz-Wittan war mit der Schauspielerin Dorothea Volk verheiratet. Ende November 1969 starb er im Alter von 62 Jahren in Berlin.

## Filmografie
- 1958: Professor Mamlock
- 1960: Einer von uns
- 1960: Fernsehpitaval: Der Fall Dibelius – Schnoor (Fernsehreihe)
- 1961: Das Rabauken-Kabarett
- 1961: Fernsehpitaval: Der Fall Denke
- 1962: Die letzte Chance (Fernsehfilm)
- 1965: Chronik eines Mordes
- 1965: Engel im Fegefeuer
- 1965: Solange Leben in mir ist
- 1968: Mord am Montag
- 1970: Aus unserer Zeit (Episode 2)
- 1970: Effi Briest (Fernsehfilm)

## Theater

### Regie
- 1952: Miroslav Stehlik nach A. S. Makarenkow: Der Weg ins Leben – Regie: mit Achim Hübner (Maxim-Gorki-Theater Berlin)
- 1953: Iwan Popow: Die Familie – (Maxim-Gorki-Theater Berlin)
- 1954: Gerhart Hauptmann: Der Biberpelz – (Maxim-Gorki-Theater Berlin)
- 1956: Henrik Ibsen: Gespenster – (Maxim-Gorki-Theater Berlin)
- 1957: Miroslav Stehlik: Bauernliebe – (Maxim-Gorki-Theater Berlin)
- 1957: Leonid Rachmanow: Stürmischer Lebensabend – (Maxim-Gorki-Theater Berlin)
- 1958: Eduardo De Filippo: Lügen haben lange Beine – (Maxim-Gorki-Theater Berlin)
- 1959: Alexander N. Ostrowski: Diebe und Liebe – (Maxim-Gorki-Theater Berlin)
- 1963: Musik und Dichtung der Gegenwart. Sowjetunion – (Volksbühne Berlin – Theater im 3. Stock)

### Darsteller
- 1951: Anatolij Surow: Das grüne Signal (Drosdow) – Regie: Achim Hübner/Maxim Vallentin (Deutsches Theater-Institut Weimar)
- 1952: Boris Lawrenjow: Für die auf See (Reservist) – Regie: Maxim Vallentin (Maxim-Gorki-Theater Berlin)
- 1953: Julius Hay: Energie (Prof. Bakonyi) – Regie: Otto Lang (Maxim-Gorki-Theater Berlin)
- 1953: Anatolij Surow: Das grüne Signal (Rubzow) – Regie: Maxim Vallentin (Maxim-Gorki-Theater Berlin)
- 1954: Maxim Gorki: Dostigajew und andere (Förster Donat) – Regie: Maxim Vallentin (Maxim-Gorki-Theater Berlin)
- 1955: Friedrich Wolf: Das Schiff auf der Donau (Komödiant) – Regie: Maxim Vallentin (Maxim-Gorki-Theater Berlin)
- 1955: Friedrich Schiller: Die Räuber (Der alte Moor) – Regie: Maxim Vallentin (Maxim-Gorki-Theater Berlin)
- 1956: Josef Kajetán Tyl: Das starrsinnige Weib (Alter Jude) – Regie: Karel Palous (Maxim-Gorki-Theater Berlin)
- 1956: Alexander Kornejtschuk: Vertrauen – Regie: Maxim Vallentin (Maxim-Gorki-Theater Berlin)
- 1957: Gert Weymann: Generationen (Friedrich Baum) – Regie: Gert Beinemann (Maxim-Gorki-Theater Berlin)
- 1958: Hans Lucke: Kaution (Inspektor Green) – Regie: Erich-Alexander Winds (Maxim-Gorki-Theater Berlin)
- 1960: Carl Sternheim: Der Kandidat (Notar) – Regie: Fritz Wisten (Volksbühne Berlin)
- 1961: Friedrich Wolf: Beaumarchais oder Die Geburt des Figaro – Regie: Rudi Kurz (Volksbühne Berlin)
- 1961: Euripides: Die Troerinnen (Menelaos) – Regie: Fritz Wisten (Volksbühne Berlin)
- 1961: Robert Adolf Stemmle/Erich Engel: Affäre Blum (Blum) – Regie: Hagen Mueller-Stahl (Volksbühne Berlin)
- 1962: Gerhart Hauptmann: Florian Geyer (Rektor Besenmeyer) – Regie: Wolfgang Heinz (Volksbühne Berlin)
- 1963: Carl Zuckmayer: Der Hauptmann von Köpenick (Herbergsvater) – Regie: Hannes Fischer (Volksbühne Berlin)
- 1963: Hans Lucke: Satanische Komödie – Regie: Lothar Bellag (Volksbühne Berlin)
- 1964: John Boynton Priestley: Die skandalöse Affäre von Mr. Kettle und Mrs. Moon (Geschäftsmann) – Regie: Hans-Joachim Martens (Volksbühne Berlin – Theater im 3. Stock)
- 1967: Helmut Baierl: Mysterium Buffo – Variante für Deutschland (Regierungsrat) – Regie: Wolfgang Pintzka (Volksbühne Berlin)
- 1967: Friedrich Schiller: Kabale und Liebe – Regie: Hans-Joachim Martens (Volksbühne Berlin)
- 1968: Armand Gatti: V wie Vietnam (Militärangehöriger) – Regie: Hans-Joachim Martens/ Wolfgang Pintzka (Volksbühne Berlin)
- 1969: William Shakespeare: Troilus und Cressida – Regie: Hannes Fischer (Volksbühne Berlin)

## Hörspiele
- 1955: A. G. Petermann: Die Premiere fällt aus (Dr. Rex, Theaterarzt) – Regie: Herwart Grosse (Kriminalhörspiel – Rundfunk der DDR)
- 1959: Friedrich Karl Kaul/Walter Jupé: Alles beim alten (Staatsanwalt) – Regie: Gert Beinemann (Hörspiel – Rundfunk der DDR)
- 1962: Mark Twain: Tom Sawyers großes Abenteuer (Vorsitzender/Richter) – Regie: Karl-Heinz Möbius (Kinderhörspiel – Litera)
- 1963: Juri Karlowitsch Olescha: Das Märchen von Kaspar Arneri und der wundersamen Puppe – Regie: Flora Hoffmann (Kinderhörspiel (2 Teile) – Rundfunk der DDR)
- 1964: Eva Janikovsky: Das Vehikel – Regie: Maritta Hübner (Original-Hörspiel, Kinderhörspiel – Rundfunk der DDR)
- 1964: Alexander Jesch: Vom Schmied und seinen drei Söhnen – Regie: Manfred Täubert (Original-Hörspiel, Kinderhörspiel – Rundfunk der DDR)
- 1967: Paul Everac: Die unsichtbare Stafette – Regie: Fritz Göhler (Original-Hörspiel – Rundfunk der DDR)
- 1967: Gerhard Stübe: John Reed – Regie: Fritz Göhler (Original-Hörspiel, Dramatische Chronik in drei Teilen (2) – Rundfunk der DDR)
- 1968: Lion Feuchtwanger: Der Auftrag der Jeanne Dunois – Regie: Detlef Kurzweg (Kinderhörspiel – Rundfunk der DDR)
- 1968: Erich Schlossarek: Risiko – Regie: Fritz Göhler (Original-Hörspiel – Rundfunk der DDR)
- 1968: Horst-Ulrich Semmler: Gesucht wird – Ines Armand – Regie: Detlef Kurzweg (Original-Hörspiel, Kinderhörspiel – Rundfunk der DDR)

## Synchronisation
| Film                     | Jahr               | Rolle          | Darsteller    |
| ------------------------ | ------------------ | -------------- | ------------- |
| Die zwölf Monate         | 1956               | Winter         |               |
| Der Fall des Dr. Laurent | 1957 (DDR-Synchro) | Dr. J. Laurent | Jean Gabin    |
| Weiße Wölfe              | 1969               | Stumpfmesser   | Jochen Thomas |